# 郭公だんご

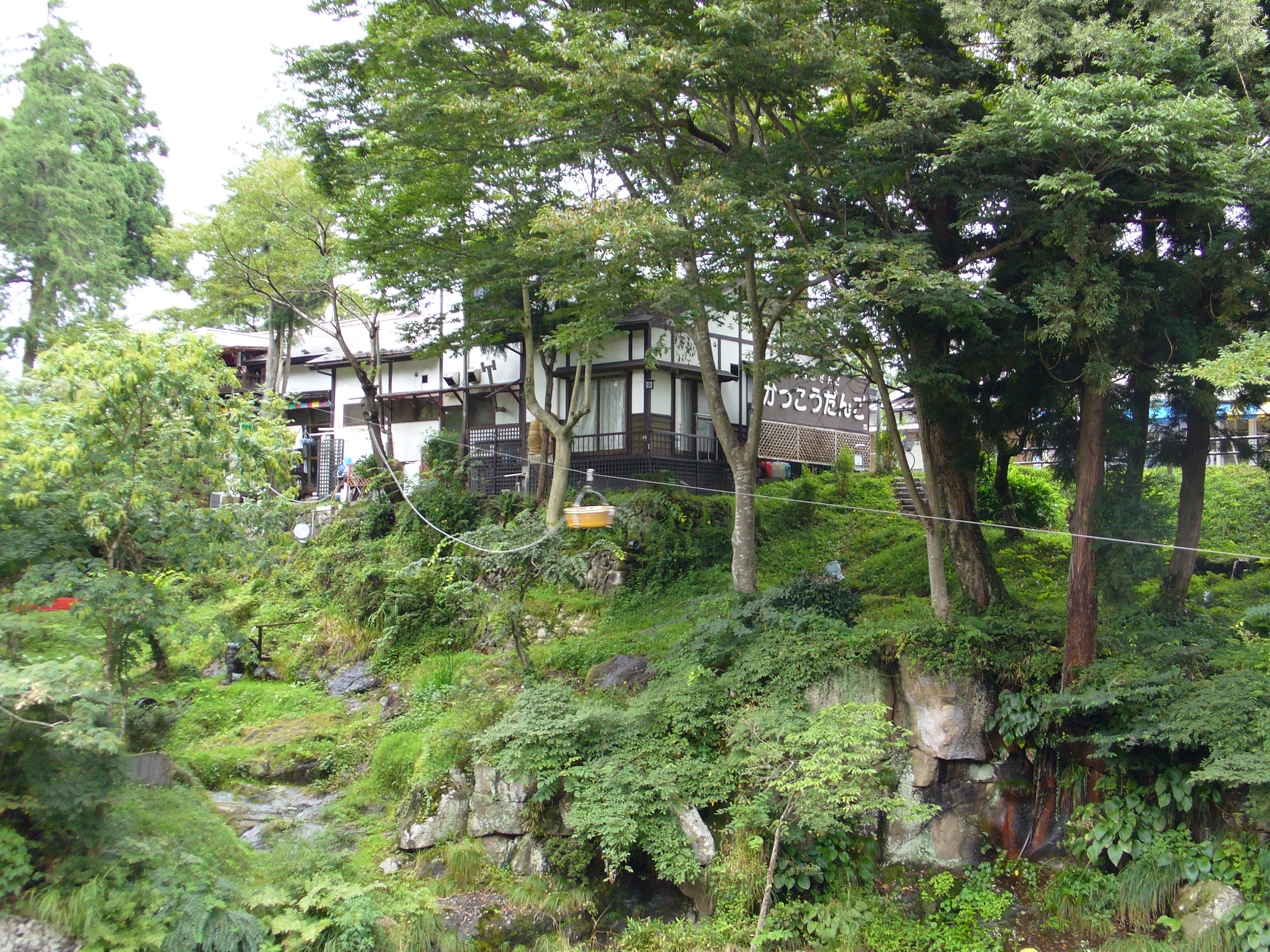
空飛ぶだんご

郭公だんご（かっこうだんご）は、岩手県一関市にある磐井川中流の渓谷・厳美渓をロープによって横断する独特の方法で販売される団子である。厳美渓の茶屋「郭公屋」が販売しており、厳美渓の名物として知られている。名前の由来は、創業者の千葉酉吉がカッコウの物真似が得意であったこと。

## 概要
団子の種類はあんこ、黒ごま、醤油（みたらし団子）の3種類。刺してある団子の数は5つで、これはこの辺りが古くは五串（いつくし）村と呼ばれていたことに由来する。
茶屋「郭公屋」から対岸に設けられた東屋（休憩所、高低差は下）に縄が張られており（現在はワイヤーロープになっている）、購入する際には対岸にある移動式の竹籠にお金を入れて備え付けの木槌で板を叩くと、籠が茶屋に引き上げられ、お茶とお団子のセット、お釣りが入って戻ってくる。この様子が「空飛ぶだんご」として知られ、名物となっている。
茶屋「郭公屋」には赤い帽子にちゃんちゃんこを着た初代創業者、千葉酉吉を模した手製の木製像が置かれ、観光客を見守っている。

## 歴史
創業は1878年（明治11年）。創業者は千葉酉吉（旧：厳美村出身）。当時、茶屋で出していた団子を対岸の観光客にも販売出来るようにと考案したものである。
酉吉は郭公の物真似が非常に上手く、茶屋に訪れる観光客へ聞かせ非常に喜ばれたという｡ 1937年（昭和12年）、閑院宮載仁親王・智恵子妃夫妻が厳美渓を訪問した際に名物となっただんご作りを実演して献上し､自慢の郭公鳥の物真似を披露した所、大変喜ばれ､ 御賞詞と金一封を賜った。この時、渓流を眺められた場所を御覧場と称し､ 現在はその場所に記念碑が立てられている。